# Ouchterlony-Doppelimmundiffusion
Die Ouchterlony-Doppelimmundiffusion ist ein einfaches und bewährtes Verfahren für den Nachweis von speziellen Antigenen (ENAs, Extractable Nuclear Antigens). Die Methode wurde (wie der einfache Immundiffusionstest Ouchterlony-Test) nach ihrem Erfinder Örjan Ouchterlony benannt.

## Vorgehen
In einem Körper aus Agargel werden mehrere Löcher platziert. Beispielhafte Verwendung: Ein Extrakt menschlicher Zellen, welches aus Mandelgewebe gewonnen wurde, wird in das zentral gelegene Loch pipettiert. Dieser Extrakt enthält dabei eine Mischung aus natürlichen menschlichen Antigenen, welche gesucht sind. Danach wird Blutserum des Patienten in die äußeren Löcher gegeben, anschließend ruht der Versuchsträger 48 Stunden. In dieser Zeit diffundieren die Antigene aus dem mittleren Loch mit dem Extrakt nach außen, gleichzeitig bewegen sich die Antikörper aus den Löchern mit dem Blutserum zur Mitte hin. Wenn sich die beiden Stoffe (ungefähr in der Mitte) treffen, kommt es, sofern sich denn Antikörper im Blut befanden, die auf die Antigene passen, zu einer Antigen-Antikörper-Reaktion. Die Reaktionspartner bilden einen Immunkomplex. Dieser Immunkomplex wird als feine weiße Linie (Präzipitationslinie) im Gel sichtbar. Sofern man mehr als ein Loch benutzt hat, werden Vergleiche der Konzentration von Substanzen in verschiedenen Proben möglich, je nachdem, wie Antigene und Antikörper reagieren. Ein Antigen-Antikörper-Gleichgewicht wird an einer ringförmigen Niederschlagslinie sichtbar.

## Theorie
Die Ouchterlony-Technik ist auf viele verschiedene Fragestellungen anwendbar. Niederschläge, also das Sichtbarwerden der Komplexe im Agargel, finden bei vielen Antigenen statt, wenn das jeweils untersuchte Antigen an die verschiedenen verwendeten Antikörper binden kann. Antikörper haben mindestens zwei Antigen-Kontaktstellen (Antigen-Bindungs-Region), deshalb bilden sich teilweise große Komplexe aus Antigenen und Antikörpern. Gibt man versuchsweise eine größere Menge an Antigenen zu einer konstant bleibenden Menge von Antikörpern, sind anfangs, bei geringer Antigenkonzentration, sämtliche Antigene im Niederschlag gebunden. Diese Phase wird Antikörper-Überschuss-Phase genannt. Steigt schließlich die Antigenkonzentration weiter, werden immer mehr Antigene gebunden, bis schließlich das Verhältnis ausgeglichen ist (Ausgleichsphase). Übersteigt dann die Menge der Antigene die Antikörper, wird der Niederschlag wieder abnehmen (Antigen-Überschuss-Phase).